# Ojos de Brujo

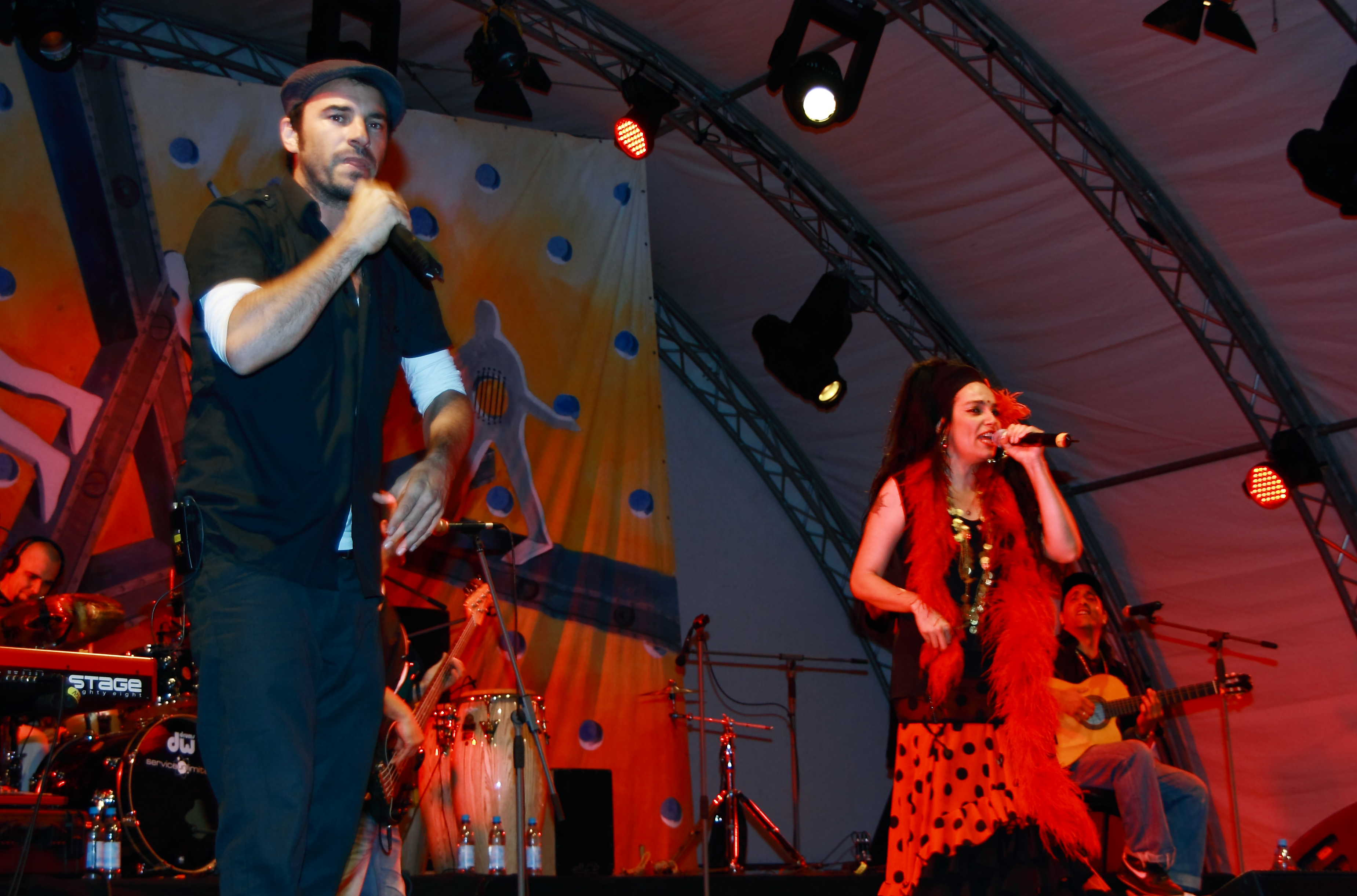
Ojos de Brujo auf dem TFF.Rudolstadt 2010

Ojos de Brujo (deutsch: Augen des Hexers) war neben Manu Chao die erfolgreichste Gruppe der Mestizo-Musik Bewegung in Barcelona. 
Mit ihrem Album Bari haben sie den BBC Award for World Music 2003 gewonnen. Ihr unverwechselbarer Musik-Stil ist eine Mischung aus Flamenco, Hip-Hop und Rumba Catalana. Sie selbst nennen es „jipjop flamenkillo“.
2010 löste sich die Gruppe nach Veröffentlichung des Best-of-Albums Corriente Vital und anschließender Tour auf.

## Diskografie
- Vengue (1999)
- Bari (2002)
- Remezclas de la Casa (2004) Bari Remixes von DJ Panko
- Girando Bari (2005)
- Techarí (2006)
- Techarí Live (2007)
- Techarí Remixes (2007)
- Aocaná (2009)
- Corriente vital 10 años (2010)

unter anderem auch auf
- Barcelona Zona Bastarda (2002)
- Mundo Mestizo (2004)
- Barcelona Raval Session (2004)
- Barcelona Raval Sessions 2 (2005)

## Filme
- Ojos de Brujo - Girando Bari Live (2005)
- Ojos de Brujo - Techarí Live (2007)